# Patrick Schwarzenegger

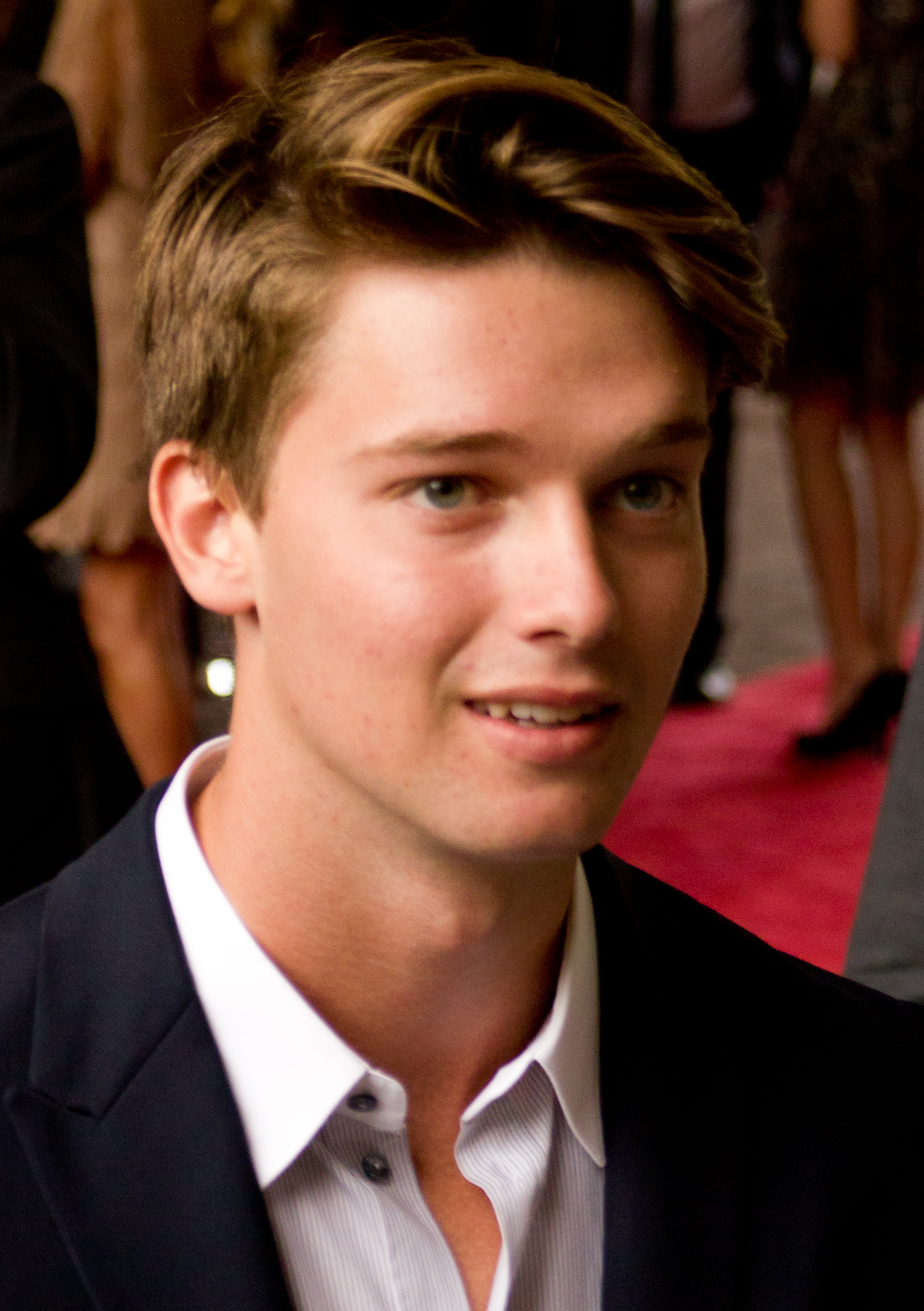
Patrick Schwarzenegger, 2012

Patrick Arnold Shriver Schwarzenegger (* 18. September 1993 in Los Angeles, Kalifornien) ist ein US-amerikanisch-österreichischer Schauspieler.

## Leben
Patrick Schwarzenegger ist das dritte Kind des Schauspielers und Politikers Arnold Schwarzenegger und von Maria Shriver, die zur Familie Kennedy gehört. Er hat zwei ältere Schwestern, darunter die Buchautorin Katherine Schwarzenegger, und einen jüngeren Bruder. Darüber hinaus hat er einen Halbbruder aus einer weiteren Beziehung seines Vaters. Er hat sowohl die US-amerikanische als auch die österreichische Staatsbürgerschaft.
Schwarzenegger hatte 2006 einen ersten kleinen Auftritt im Film Die Bankdrücker. Ab 2012 folgten weitere Rollen in Spielfilmen und Musikvideos. 2015 spielte er eine Rolle in der Horrorkomödie Scouts vs. Zombies – Handbuch zur Zombie-Apokalypse. 2018 übernahm er erste Hauptrollen in Filmen wie Midnight Sun – Alles für dich und Der Killer in mir.

## Filmografie (Auswahl)
- 2006: Die Bankdrücker (The Benchwarmers)
- 2012: Love Stories (Stuck in Love)
- 2013: Kindsköpfe 2 (Grown Ups 2)
- 2015: Scouts vs. Zombies – Handbuch zur Zombie-Apokalypse (Scouts Guide to the Zombie Apocalypse)
- 2015: Scream Queens (Fernsehserie, Episode 1x10)
- 2016: Dear Eleanor – Zwei Freundinnen auf der Suche nach ihrer Heldin (Dear Eleanor)
- 2017: Go North
- 2017: The Long Road Home (Miniserie, 7 Episoden)
- 2018: Midnight Sun – Alles für dich (Midnight Sun)
- 2019: Der Killer in mir (Daniel Isn’t Real)
- 2020: Echo Boomers
- 2021: Moxie. Zeit, zurückzuschlagen (Moxie)
- 2021: Warning
- 2022: The Staircase (Miniserie, 8 Episoden)
- 2022: The Yacht (Stowaway)
- 2023: Generation V (Gen V, Fernsehserie, 5 Episoden)
- 2025: The White Lotus (Fernsehserie, 8 Episoden)